# Срчана кахексија
Срчана кахексија или кардијална кахексија је процес свеукупног телесног пропадања и смањења укупне телесне масе (скелетних мишића, масног ткива и костију). Она је одавно препозната; међутим, све до недавно није добијала велику пажњу, иако је повезана је са веома лошом прогнозом код затајења срца.

## Дефиниција
Срчана кахексија се дефинише као губитак укупне телесне масе од ≥ 6% током 6–12 месеци који је независан од губитка телесне тежине због смањења едема.

## Епидемиологија
Срћана кахексија се јавља у 10–15 % болесника са тешким хроничним затајењем срца  или срчаном инсуфицијенцијом.

## Етиопатогенеза
Овај губитак тежине је другачији од оног који се види код једноставног изгладњивања јер првенствено укључује исцрпљивање немасне телесне масе.   
Њени узроци су:
- смањен апетит,
- малапсорпција,
- смањен калоријски и протеински баланс,
- смањена хормонска активност (хормонска резистенција),
- проинфламаторна имунолошка активација,
- неурохормонски поремећаји,
- смањен анаболички потенцијал.

Ово стање утиче и на чисту (или активну ћелијску) масу и на остеопорозу масног и коштаног ткива. . Између свега, најизраженије погоршање може се видети на скелетном мишићном ткиву, како на структурном тако и на функционалном нивоу, при чему срце није поштеђено

## Патогенеза
Механизми променекод срчане кахексије најчешће су мултифакторски, засновани на хормонској и катаболичко/анаболичкојнеравнотежа тела, која најчешће укључују нутритивне и гастроинтестиналне промене, имунолошку и неурохормонску активацију, и анаболичку и катаболичку неравнотежу. Међу узроцима може бити и одговор домаћина посредован цитокином на основну болест.

## Терапија
Терапијски приступ болесницима са срчаном кахексијом подразумева:
- примену лекове који подстичу апетит,
- физичко вежбање,
- анаболичка средства (инсулин, анаболички стероиди),
- примену нутритивних додатака.

Недавно је широко примећено да грелин, нови пептид који ослобађа хормон раста, има потенцијал у лечењу тешког затајења срца и срчане кахексије. Међутим, биће неопходна даља истраживања како би се идентификовали тачни путеви који су укључени и како би се пронашле најбоље терапијске стратегије коришћења грелина у борби против процеса затајења срца.
Посебно је важно модификовати енергетски унос и квалитет оралне исхране, и размотрити индикацију специфичне комплементарне или алтернативне вештачке исхране. Осим тога, повећава се узрочно-последична веза корисне улоге умереног физичког напора, као и модулација метаболичких и инфламаторних оштећења уочених код срчане кахексије са неколико лекова, што доводи до повољног функционалног и структуралног одговора код пацијената са затајењем срца.

## Прогноза
Како је срчана кахексија је удружена са лошим функционалним статусом, честим хоспитализацијама и смањеним преживљавањем, што резултује дубоким клиничким импликацијама за пацијенте у лошег клиничким исхода и пораста укупних трошкова лечења.